# Щулепников, Николай Романович
Щулепников Николай Романович (11 (23) ноября 1822, С.-Петербург — не известно) — государственный деятель, действительный статский советник.

## Биография
Из дворян Солигаличского уезда, Костромской губ. Герб Щулепниковых, известных в службе с конца XV в., внесён в Ч. VII ОГ, под № 79. Родился в С.-Петербурге, в небогатой семье бывшего флотского офицера, а тогда чиновника правления Государственного коммерческого банка, георгиевского кавалера, коллежского асессора Романа Сергеевича Щулепникова; отец впоследствии служил по ведомству Императорского Человеколюбивого о-ва. Племянник генерал-аудитора М. С. Щулепникова и игуменьи Феофании, основательницы Новодевичьего м-ря в С.-Петербурге. Зять контр-адмирала Н. А. Бирилёва и морского министра А. А. Бирилёва.
В 1844 окончил курс философского ф-та С.-Петербургского у-та, выпущен кандидатом по 1-му отделению, по разряду общей словесности. В университете учился на одном отделении и курсе вместе с двоюродным братом, музыкантом-любителем и будущим дипломатом Михаилом Павловичем Щулепниковым, также окончившим университет кандидатом.
Определён в службу в М-во внутренних дел, с утверждением в чине коллежского секретаря, по степени кандидата. С 28 декабря 1844 (9 января 1845) по 25 января (6 февраля) 1853 — чиновник хозяйственного департамента министерства. В том ведомстве, с должности младшего помощника младшего бухгалтера пятого стола временного счётного отделения департамента, дослужился до младшего контролёра и бухгалтера второго стола счетного отделения того же департамента; за выслугу лет пожалован коллежским асессором 28 декабря 1852 (9 января 1853).
Был в отставке, по домашним обстоятельствам, с 25 января по 5 сентября 1853 года. В тот же период скончались первая жена Щулепникова и их дочь, похороненные в С.-Петербурге.
С 5 (17) сентября 1853 по 23 октября (4 ноября) 1862 — чиновник ведомства учреждений императрицы Марии, в должности экспедитора II отделения Сохранной казны по займам С.-Петербургского опекунского совета. В том ведомстве и в той должности был пожалован, за выслугу лет, надворным советником, со старшинством с 8 (20) августа 1856; награждён, за отлично-усердные труды, орденом Святой Анны 3 степени 30 сентября (12 октября) 1860, и бронзовой медалью «В память войны 1853—1856», на Владимирской ленте (26.08.1856). 
С 2 (14) августа 1862 по 7 (19) июня 1868 — чиновник М-ва финансов. Деятель крестьянской реформы 1861 года. Приказом министра финансов от 23 октября (4 ноября) 1862, по особенной канцелярии по кредитной части и кредитным установлениям, назначен делопроизводителем канцелярии Главного выкупного учреждения при С.-Петербургской Сохранной казне, с 2 (14) августа 1862. Вследствие служебного конфликта с начальством, уволен от должности и причислен к министерству с 5 (17) декабря 1863.
Один из чиновников Главного выкупного учреждения — П. А. Кусков, вспоминал по этому поводу: «Между тем, сердить Максима Карловича было небезопасно. Был случай, что он вынудил подать в отставку одного из производителей дел (ст. сов. Щулепникова). М. Х. Рейтерн, разобрав дело, сказал, по ходившим слухам: „Я никогда не считал Максима Карловича человеком справедливым; теперь я вижу, что он может быть человеком злым и мстительным“. И Щулепников был тут же назначен непременным членом в витебское губернское присутствие»
Приказом министра финансов от 25 февраля (8 марта) 1864 за № 4, по департаменту государственного казначейства, от министерства назначен непременным членом Могилёвского губернского по крестьянским делам Присутствия, с 4 (16) февраля 1864. Будучи уже назначенным в Могилёв в чине надворного советника, сенатскими указами от 16 (28) декабря 1863, 7 (19) июля 1864, и приказом министра финансов от 7 (19) июля 1864, по прежним своим должностям (делопроизводителя канцелярии Главного выкупного учреждения и состоящего при министерстве надворного советника), произведён, за выслугу лет, в коллежские советники, со старшинством с 2 (14) августа 1862.
В Могилёве служил с 1864 по 1867, затем вновь причислен к Министерству финансов и вернулся в С.-Петербург. По должности непременного члена, от правительства, Могилёвского губернского по крестьянским делам Присутствия, и по засвидетельствованию главного начальника Северо-Западного края, об отлично-усердной службе и особых трудах, пожалован орденами Святого Станислава 2 степени с императорской короной 17 (29) декабря 1865 и Святой Анны 2 степени 7 (19) апреля 1867. В той же должности, приказом министра финансов от 29 ноября (11 декабря) 1866 за № 27, по общей канцелярии, согласно указу Правительствующего сената от 20 октября (1 ноября) 1866 (печатный указ от 14.02.1867 за № 17), произведён, за выслугу лет, в статские советники, со старшинством с 2 (14) августа 1866.  Получив назначение в Могилёвскую губернию во время Польского мятежа и занимаясь поземельным устройством крестьян местной шляхты в охваченных волнениями уездах, своими действиями помогал подавлению восстания, за что был награждён темно-бронзовой медалью «За усмирение польского мятежа».
ВП от 14 (26) июня 1868 за № 27 переведён в М-во внутренних дел, с назначением витебским вице-губернатором, с 7 (19) июня 1868.  Сразу по вступлении в должность был назначен председателем временного строительного комитета, открытого для перестройки Кафедрального Николаевского собора в Витебске, по проекту виленского губернского архитектора Чагина, высочайше утверждённого 28 июля (9 августа) 1868; в январе 1869 года собор передан в распоряжение этого комитета для исполнения работ и был вновь освящен в 1872.
Служил вице-губернатором в Витебске почти двадцать лет. По должности состоял членом и председателем различных комиссии и комитетов Витебского губернского правления, избирался членом витебских благотворительных учреждений. Награждён высшими наградами Российской империи. С 15 (27) марта 1870 избран членом Витебского епархиального к-та Православного миссионерского о-ва  и переизбирался в той должности каждые два года, вплоть до своей отставки, оставаясь действительным членом общества и его комитета и после отставки. Членом того же общества была его вторая жена, выбывшая в 1877 за смертью.
ВП от 28 марта (9 апреля) 1871 за № 13 производится, за отличие, в действительные статские советники.  За отлично-усердную службу и особые труды пожалован орденами Святого Владимира 3 степени 1 (13) января 1874, Святого Станислава 1 степени (01.01.1877) и Святой Анны 1 степени 8 (20) апреля 1884. За труды по реализации положений крестьянской реформы в Северо-Западном крае награждён серебряными знаками отличия «За введение в действие положений 1861 года. 17 апреля 1863» и «За труды по поземельному устройству государственных крестьян. 24 ноября 1866». За труды по организации помощи больным и раненым воинам во время Франко-Прусской войны был награжден знаком Российского о-ва Красного Креста. ВП от 2 (14) мая 1887 за № 19, по МВД, уволен от службы, согласно прошению, по болезни, с мундиром, должности присвоенным, с 30 апреля (12 мая) 1887.
После отставки жил в Витебске. В местном обществе был известен как «нумизмат», владевший коллекцией знаков и предметов масонских лож, перешедшей к нему от отца; коллекция демонстрировалась в Витебске в 1871 на художественно-археологической выставке.
Помещик родовых имений в С.-Петербургской и Олонецкой губерниях. Сенатским определением от 30 октября (11 ноября) 1872 был утверждён на 3-летие почётным мировым судьей по Вытегорскому уезду, Олонецкой губ. В Витебской губернии владел благоприобретенным, через высочайшее пожалование, имением (фермой): Никитино и Борисовщина ― 1 стана, Полоцкого уезда, с 285 десятинами земли, перешедшим, по наследству, к детям.
Умер до 1894 года. Дата и место смерти Н. Р. Щулепникова не известны.

## Семья
Щулепников состоял в родстве с дворянским и графским родом Комаровских, представителями известной морской династии, тверскими дворянами Бирилeвыми (Бирилёвыми, Бирюлёвыми), и древним родом сенатора В. Н. Зиновьева. По линии матери он был внучатым племянником и наследником олонецких имении графа Е. Ф. Комаровского. По второй жене — зятем братьев Н. А. и А. А. Бирилёвых.
*Дед — Сергей Афанасьев Щулепников (16.09.1724—1797), надворный советник. Сын поручика Оренбургской экспедиции. Свёкор Натальи Васильевны Щулепниковой, урождённой Васильевой (1792—22.02.1868), дочери сенатора, тайного советника Василия Николаевича Зиновьева (30.11.1755—07.01.1827) от первого его брака с девицей Варварой Михайловной Дубянской (23.10.1763—20.06.1803), дочери бригадира и статского советника, унтер-егермейстера Михаила Фёдоровича Дубянского (1733—17.08.1776). В службе с 1745 драгуном Казанского драгунского полка; 1753 — корнет; 1757 — полковой адъютант. Участвовал в Семилетней войне. Был в сражениях: при Грос-Егерсдорфе; при местечке Фюрстенфельде ранен (14.08.1758), за отличие пожалован поручиком (05.09.1758); при Пальциге; при Франкфурте. Произведён ротмистром с 01.01.1765, секунд-майор в отставке с 30.09.1769. Впоследствии переименован в коллежские асессоры и пожалован в надворные советники. Солигаличский и усольский помещик, вологодский домовладелец. Депутат от солигаличского дворянства в Екатерининской комиссии о составлении проекта нового Уложения (1768); дворянский заседатель Костромского верхнего земского суда (1779), Костромского совестного суда (1780); судья Вологодского совестного суда (1781—1785); солигаличский уездный предводитель дворянства (1789). Жена — Домна (Доменика) Ивановна, дочь вологодского воеводы, солигаличская помещица. В браке одиннадцать детей.
*Отец — Роман Сергеевич Щулепников (22.07.1782—03.01.1851), статский советник и георгиевский кавалер. Видный масон. Доверенное лицо графа Е. Ф. Комаровского. Службу начал во флоте. Окончил Морской шляхетный кадетский корпус: 1793 — кадет; 01.05.1795 — гардемарин; 01.05.1797 — из сержантов корпуса в мичмана; на 74-пушечных кораблях «Мстислав» и «Исидор» участвовал в войне с Францией 1798-1800; 14.06.1801 — определён на вакансию подпоручика Морского кадетского корпуса; в кампаниях 1803—1804 гг. — капитан яхты «Ласточка», с 1797 числившейся бригом, обучал гардемарин и кадет Морского корпуса на Кронштадтском рейде; 31.12.1804 — флота лейтенант; на 74-пушечном корабле «Святой Пётр» участвовал в войне с Францией 1804-1807; 26.11.1810 — за участие в 18-ти морских кампаниях награждён орденом Св. Георгия IV класса; в кампанию 1811 у проводки 74-пушечных кораблей «Чесма» и «Память Евстафия» из С.-Петербурга в Кронштадт; 12.12.1812 — капитан-лейтенант; 11.06.1814 — по прошению, уволен в отставку, с чином капитана 2-го ранга. Вместе с инженер-генерал-майором, камергером Николаем Николаевичем Леонтьевым, отставным сенатором, тайным советником Василием Николаевичем Зиновьевым и др. родственниками 16 (28) апреля 1816 был поручителем на свадьбе брата — отставного лейб-гвардии Гренадерского полка подполковника Павла Сергеевича Щулепникова, с девицей Натальей Васильевной Зиновьевой. Тем чином определён в службу членом С.-Петербургского комитета для призрения малолетних бедных, ведомства совета Императорского Человеколюбивого о-ва (07.01.1817), подписался ежегодно жертвовать на содержание комитета по 100 руб.; переведён столоначальником в канцелярию министра внутренних дел (08.02.1818); представление министра о переименовании в надворные советники высочайше оставлено без удовлетворения в силу того, что Щулепников «не за ранами вышел в отставку», с повелением «держаться прежних правил» (14.05.1818); коллежский асессор (08.07.1818); переведён в М-во финансов, надзирателем буянов ведомства Государственного коммерческого банка (17.08.1819); одновременно избран и советом ИЧО утверждён председателем К-та призрения малолетних бедных (20.01.1824); 9 (21) ноября 1827 был поручителем на свадьбе брата — чиновника для ревизии счетов VIII класса комиссии провиантских дел Военного м-ва Николая Сергеевича Щулепникова с дочерью поручика, девицей Анной Ивановной Нееловой; коллежский советник (08.09.1829; ст. 31.12.1827); з. о. беспорочной службы за XXX лет (22.08.1831); из ведомства Государственного коммерческого банка назначен вице-директором Кораблестроительного д-та Морского м-ва, с переименованием в чиновники VI класса (18.10.1833); одновременно был доверенным лицом и много лет служил управляющим Охтенской сукнодельной фабрикой дяди своей жены, ген.-адъютанта, графа Е. Ф. Комаровского, и, как известный «опытностью своей в мануфактурном деле», по соглашению с министром финансов, был назначен одним из трёх членов высочайше учреждённой Комиссии по управлению всеми делами и имениями графа (16.03.1834); как управляющий Охтенской мануфактурой в 1830-х состоял корреспондентом «Коммерческой газеты»; орд. Святой Анны 2 ст. (19.05.1834); по прошению, за болезнью, уволен в отставку (15.01.1836); орд. Св. Владимира 4 ст. за 35-летнюю беспорочную в классных чинах службу (24.10.1836); определён в службу чиновником особых поручений при департаменте разных податей и сборов М-ва финансов (29.01.1841); уволен от службы «в следствие жалобы» (12.08.1841), вскоре дозволено вновь поступить на службу; член С.-Петербургского попечительного о бедных к-та (21.05.1844); директор С.-Петербургского дома призрения увечных и неизлечимо больных ИЧО (16.07.1846), член-попечитель Литейной части С.-Петербурга от комитета о бедных; статский советник (11.05.1848; ст. 07.01.1848); назначена георгиевская кавалерственная пенсия по 150 руб. в год (1849); умер на службе, исключен из списков ВП от 7 (19) февраля 1851 за № 27, по ведомству ИЧО. Жена (16.09.1814) — А. А. Щулепникова, урождённая Астафьева. Дети: Алексей (р. 29.11.1816), Сергей (р. 02.03.1819), Евграф, дочь Елизавета (р. 15.08.1821), Николай, Александр (р. 20.09.1824), дочь Александра (р. 23.04.1826). С семьёй жил в Литейной части С.-Петербурга, 3 квартала, по ул. Итальянской, в доме подполковницы, вдовы Марии Ивановны Мюсард (Мюссард), под № 253.  С женой и др. родственниками был похоронен на кладбище Новодевичьего м-ря в С.-Петербурге, настоятельницей которого служила родная его сестра — игумения Феофания. Владелец родового имения, состоящего в дер. Манакова, Чухломского уезда, в дер. Усольцове, Галичского уезда, Костромской губ.
*Мать — Александра Алексеевна Щулепникова, урождённая Астафьева (30.03.1784—26.05.1863), дочь от брака (27.01.1773) статского советника Алексея Николаевича Астафьева (30.01.1746—23.03.1823) и Дарьи Федотовны, урождённой Комаровской (17.03.1754—07.09.1786). Сестра вице-губернатора Симбирской губернии, статского советника (31.12.1806) Николая Алексеевича Астафьева  (13.02.1774 —17.05.1848). Племянница генерал-адъютанта, графа Е. Ф. Комаровского. Рано оставшись без матери, впоследствии получила от графа в дар недвижимое его имение в Ухотской волости. Помещица имения, состоящего: Олонецкой губернии, Вытегорского уезда, Ухотской волости, в разных деревнях, всего по 9-й ревизии 194 души муж. пола; Костромской губернии, Варнавинского уезда, в разных деревнях, всего по 9-й ревизии 147 душ муж. пола. Вышла замуж за отставного капитана 2-го ранга Р. С. Щулепникова 16 (28) сентября 1814 в С.-Петербурге. Поручители по женихе: надворный советник и кавалер Щулепников и жениха брат — Гвардейского экипажа лейтенант Пётр Сергеевич Щулепников; по невесте: действительный статский советник Я. А. Дружинин и генерал-майор Удом.
*Брат — Евграф Романович Щулепников (7.02.1820, С.-Петербург — не ранее 1882) — переводчик, дипломат, статский советник. Вместе с братом был наследником и помещиком материнского имения в Олонецкой губернии. В 1841 окончил курс философского ф-та С.-Петербургского университета, выпущен кандидатом, по 1-му отделению факультета, по разряду общей словесности. Определён в МИД, с утверждением в чине коллежского секретаря, по степени кандидата. Служил драгоманом, и. д. старшего драгомана, затем секретарем консульства в Яссах (1842—1856), управляющим канцелярией генерального консульства в Бухаресте (1856—1857), российским консулом в Сараево (01.11.1857—06.03.1868); коллежский асессор (11.01.1850; ст. 29.10.1849); надворный советник (ст. 29.10.1852); коллежский советник (ст. 10.10.1857); статский советник (01.08.1862; ст. 10.10.1861). Кавалер орд. Св. Анны 3 ст. (17.01.1850), орд. Св. Станислава 2 ст. с императорской короной (16.04.1867), турецкого орд. Меджидие 4-й ст. (06.1862). На дипломатическом поприще прославился как своей службой, так и громадными долгами. В силу последнего обстоятельства покинул дипломатическую службу. Однако, был уволен по прошению, с мундиром и назначением пенсии. Был в отставке с 1868 по 1882 год. Служил в разных должностях на линиях железнодорожных акционерных обществ. Перебравшись на родину супруги в Бессарабию, служил начальником станции Корнешты, Белецкого уезда. Впоследствии из отставных статских советников вновь определён в службу, по ведомству М-ва юстиции, присяжным переводчиком при Кишиневском окружном суде, с 5 (17) февраля 1882. Умер до 1892 года. Жена — девица из дворян Кассандра Георгиевна (Егоровна) Стражеско, дочь бессарабского помещика. В браке два сына и дочь.
*Жена в первом браке (с 04.02.1849) – девица из дворян Антонина Иосифовна (Осиповна) Табаровская (23.02.1829, С.-Петербург — 01.02.1853, С.-Петербург), дочь советника Придворной конторы, действительного статского советника Иосифа Сильвестровича Табаровского (1790—26.10.1859) от брака (06.02.1816) с дочерью умершего капитана Екатериной Александровной, урождённой Ивановой. Венчались в С.-Петербурге. Поручители по женихе: действительный статский советник С. Д. Комовский (был женат на дочери графа Е. Ф. Комаровского) и служащий в Азиатском д-те М-ва иностранных дел коллежский секретарь Владимир Егорович Ковшаров; по невесте: служащий в инспекторском д-те Морского м-ва коллежский асессор Александр Иванович Попов и лейб-гвардии Гренадерского полка штабс-капитан Павел Семёнович Горихвостов (1811—11.08.1873).
- - Дочь от 1 брака — Елизавета (28.07.1851, С.-Петербург — 26.06.1853, С.-Петербург), была похоронена с матерью на кладбище Новодевичьего м-ря в С.-Петербурге. Её восприемники[77]: 4-юродный дед, надворный советник канцелярии Святейшего синода Василий Фёдорович Комаровский[78] (18.02.1810—24.10.1884) и тётя, советника Ставропольской казённой палаты, коллежского советника Иосафа (Агафа) Киприановича Суковского[79] жена Анна Иосифовна, урождённая Табаровская (1823—09.04.1852).
  - Сын от 1 брака — Роман Николаевич Щулепников (ок. 1850 — не ранее 1917), надворный советник и кавалер, присяжный поверенный. Воспитанник 1-й С.-Петербургской мужской гимназии (1860—1864) и Могилёвской губернской гимназии (1864—1867). С 1868/69 по 1873/74 акад. год учился на юридическом ф-те С.-Петербургского у-та, по разряду юридических наук, курс которого окончил со степенью кандидата прав 31 мая (12 июня) 1874[80]. Службу начал при отце. Определён в М-во юстиции, с причислением к департаменту м-ва и с откомандированием для занятий в Витебскую палату уголовного и гражданского суда 20 сентября (2 октября) 1874[81]; сенатским указом от 10 (22) марта 1875 за № 18 утверждён в чине коллежского секретаря, по степени кандидата, со старшинством с 20 сентября (2 октября) 1874[82]; приказом министра юстиции от 12 (24) ноября 1875 за № 38, причислен к департаменту м-ва, кандидатом на должность судебного следователя при Витебской палате уголовного и гражданского суда, с откомандированием в Витебскую палату уголовного и гражданского суда для участия в разрешении дел на правах члена палаты[83]; приказом министра юстиции от 15 (27) февраля 1877 за № 5, по губернским учреждениям, назначен членом той же палаты[84]; сенатским указом от 21 марта (2 апреля) 1877 за № 49, производится, за выслугу лет, в титулярные советники, со старшинством с 20 сентября (2 октября) 1876[85]; сенатским указом от 9 (21) февраля 1880 за № 19, производится, за выслугу лет, в коллежские асессоры, с 20 сентября (2 октября) 1879[86]; орд. Св. Станислава 3 ст. 15 (27) мая 1883[87]; приказом министра юстиции от 1 (13) декабря 1883 за № 53, по губернским учреждениям, назначен участковым мировым судьей Новогрудского уезда, Минской губернии, с назначением председателем мирового Съезда того же уезда[88]; сенатским указом от 11 (23) февраля 1884 за № 8, производится, за выслугу лет, в надворные советники, с 20 сентября (2 октября) 1883[89]; приказом министра юстиции от 21 февраля (4 марта) 1884 за № 9, по прошению, уволен от службы.[90] Выйдя в отставку, служил в столице присяжным поверенным округа С.-Петербургской судебной палаты, коим было разрешено хождение по делам и в судебных местах Прибалтийских губерний.[91] 12 (24) октября 1886[92] был поручителем по невесте на свадьбе двоюродного брата, кандидата прав С.-Петербургского университета, присяжного поверенного Николая Евграфовича Щулепникова (04.12.1856—03.10.1905). В нач.1910-х переехал в Витебск, где до революции 1917 года служил присяжным поверенным.[93]  Помещик имения Никитино и Борисовщизна, 1 стана, Полоцкого уезда, Витебской губ.[94]  Был женат.

*Жена во втором браке (с 19.01.1858) — девица из дворян Анисья Алексеевна Бирилёва (1836, Тверская губ. — 1877, Витебск), дочь штабс-капитана А. И. Бирилёва. Вместе с мужем А. А. Щулепникова состояла действительным членом Витебского отделения Православного миссионерского о-ва. Младшая сестра контр-адмирала Н. А. Бирилёва и старшая сестра адмирала А. А. Бирилёва. Венчались в С.-Петербурге. Поручители по женихе: двоюродные его братья, отставной полковник Сергей Александрович Щулепников и отставной лейб-гвардии Конного полка штабс-ротмистр Евграф Николаевич Астафьев; по невесте: её брат, флигель-адъютант Е. И. В., Гвардейского экипажа капитан-лейтенант Николай Алексеевич Бирилёв и его зять (?), надворный советник Василий Константинович Владыкин (18.01.1818—17.02.1877).
- - Сын от 2 брака — Николай (06.03.1859, С.-Петербург —?). Восприемники: дядя, флигель-адъютант Е. И. В., Гвардейского экипажа капитан-лейтенант Николай Алексеевич Бирилёв и бабушка, вдова штабс-капитана Стефанида Ивановна Бирилёва[99].